# NZR-Klasse G (1928)
Die 1928 gebauten Fahrzeuge der Klasse G der Neuseeländischen Staatsbahn (New Zealand Government Railways, NZR) waren Dampflokomotiven der Bauart Garratt. Sie waren die ersten und einzigen Garratt-Lokomotiven, die in Neuseeland eingesetzt wurden, und auch die größten je für dieses Land gebauten Lokomotiven. Sie konnten jedoch nicht überzeugen und wurden schon nach wenigen Jahren aus dem Dienst genommen. Aus den Triebgestellen der drei Lokomotiven entstanden 1937 sechs konventionelle Lokomotiven, die ebenfalls als Klasse G bezeichnet wurden.

## Geschichte
Nachdem die Neuseeländische Staatsbahn bereits mit begrenztem Erfolg mit Gelenklokomotiven der Bauarten Fairlie und Mallet experimentiert hatte, wurden 1928 von Beyer-Peacock drei Garratt-Lokomotiven beschafft. Sie sollten auf den steigungsreichen Strecken der Nordinsel den Nachschiebebetrieb reduzieren. Die Maschinen erhielten die Klassenbezeichnung G, die zuvor schon von einer Reihe 1873 gebauter Tenderlokomotiven getragen worden war (siehe NZR-Klasse G (1873)).
Auch die Garratts waren kein Erfolg, denn sie litten an mehreren Problemen, die jedoch nur zum Teil auf Mängel der Konstruktion zurückzuführen waren. 
Die in Neuseeland verwendeten Kupplungen waren zu schwach für die Züge, die die Garratts ziehen konnten, und die Bahnhofs- und Ausweichgleise waren zu kurz. Der Stoker verklemmte sich leicht, die Garratt-Bauart war für das Wartungspersonal ungewohnt, und das in Neuseeland ebenfalls ungewohnte Dreizylindertriebwerk war schwer zu justieren. All dies führte dazu, dass die Lokomotiven schon 1931 ausgemustert wurden und damit zu den wenigen Garratt-Lokomotiven gehören, denen kein Erfolg beschieden war.
1937 wurden die abgestellten Lokomotiven zerlegt, und aus Teilen von ihnen entstanden sechs Pacific-Lokomotiven (weiter als Klasse G bezeichnet), wobei insbesondere die Lauf- und Triebwerke wiederverwendet wurden (mit Ausnahme der inneren Laufachsen). Diese Lokomotiven behielten nicht nur die Klassenbezeichnung, sondern drei der sechs auch die Betriebsnummern der Garratts. Auch sie litten unter den Problemen des beim Umbau beibehaltenen Dreizylindertriebwerks und wurden deshalb schon 1956 ausgemustert, als erste Hauptstreckenloks, die den aufkommenden Diesellokomotiven weichen mussten.
Die Garratts der Klasse G blieben die einzigen in Neuseeland eingesetzten Lokomotiven dieser Bauart. Es wurden einige Garratt-Entwürfe für den Einsatz auf der Rimutaka-Steilrampe ausgearbeitet, davon ist jedoch keiner zur Ausführung gekommen. Einer der Entwürfe war eine Lokomotive für das Fell-System, ein anderer sah eine Drehzahlreduzierung der Antriebsräder gegenüber dem Triebwerk über Zahnradgetriebe vor.

## Technische Besonderheiten
Die Lokomotiven hatten Dreizylinder-Triebwerke der Bauart Gresley, bei denen die Steuerung der Innenzylinder über querliegende Hebel von der der Außenzylinder abgeleitet wurde. Weltweit war nur eine einzige weitere Garratt mit einem solchen Triebwerk ausgestattet, die Lokomotive Nr. 2395 der LNER (Klasse U1). Auch die Außenzylinder waren geneigt angebracht, um das Lichtraumprofil nicht zu verletzen. Alle Zylinder arbeiteten auf die mittlere Kuppelachse.
Ungewöhnlich war auch der Kohlenkasten, der nicht auf dem hinteren Triebgestell aufgebaut war, sondern auf dem Hauptrahmen. Dies erleichterte den Einbau des Stokers, weil es keine Relativbewegungen zwischen Kessel und Kohlenkasten gab. Die Lokomotiven waren damit eine Zwischenform zwischen normalen Garratts und den Union-Garratts, bei denen auch der hintere Wasserkasten auf dem Hauptrahmen befestigt war (z. B. Klasse U der South African Railways).